# Аристостомія
Аристостомія (Aristostomias) — рід голкоротоподібних риб родини Стомієві (Stomiidae). Дрібна риба, сягає 15-25 см завдовжки. Живляться зоопланктом.

## Класифікація
Рід містить 6 видів:
- Aristostomias grimaldii Zugmayer, 1913
- Aristostomias lunifer Regan & Trewavas, 1930
- Aristostomias polydactylus Regan & Trewavas, 1930
- Aristostomias scintillans (C. H. Gilbert, 1915)
- Aristostomias tittmanni Welsh, 1923
- Aristostomias xenostoma Regan & Trewavas, 1930